# Rogatec

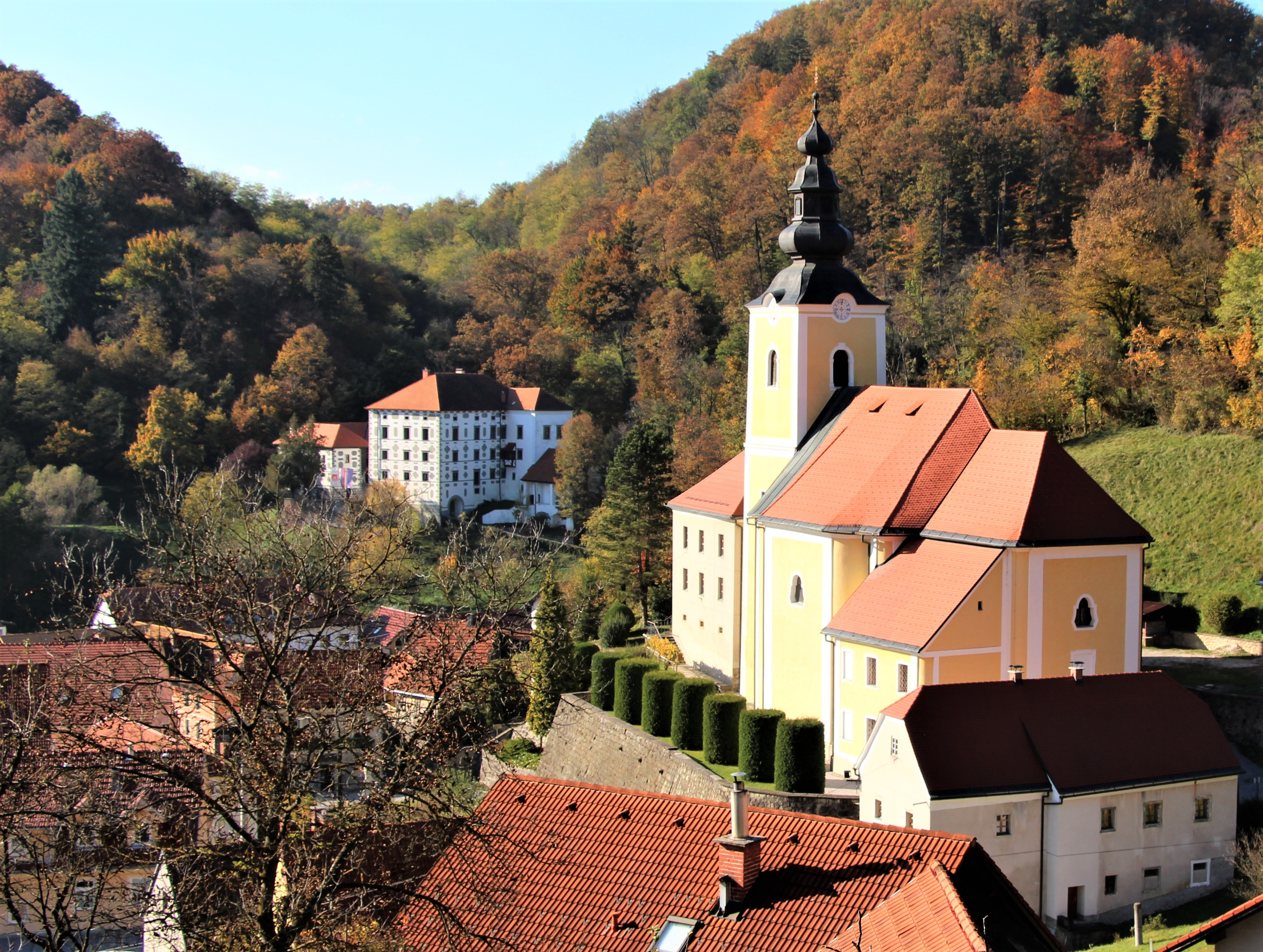
Bartholomäus-Kirche und Schloss Strmol 2021

Rogatec (deutsch: Rohitsch in der Steiermark) ist der Hauptort und Verwaltungssitz der Gemeinde Rogatec in der historischen Landschaft Region Spodnja Štajerska / Untersteiermark, heute Region Savinjska in Slowenien.

## Geschichte
Die ältesten Belege für diesen Ort lauten 1130 Roas, 1192 Rohats, 1234 de Rohatsch u. a.
Zu Beginn des 11. Jahrhunderts war es einer der Verwaltungsmittelpunkte der Herrschaft Friesach-Zeltschach. Nach dem Tod von Hemma von Gurk im Jahr 1045 ging ihr Besitz in Rogatec an das Stift Gurk in Kärnten und 1072 an das Bistum Gurk über.
Rogatec wurde in Wolfram von Eschenbachs deutschem Parzivalroman aus dem frühen 13. Jahrhundert erwähnt: Ûz Zilje ich für den Rôhas reit (Von Celje ritt ich nach Rogatec; IX:498. 21).
Rogatec war ein Lehnsgut, das abwechselnd mehreren Adelsfamilien – Traungau, Rohitsch und Žovnek (später die Grafen von Celje) – und ab 1456 den Habsburgern gehörte.
Rogatec wurde erstmals 1283 als Marktort erwähnt, 1377 und 1466 wurde es wegen seiner Stadtmauern als Stadt bezeichnet, obwohl es diesen Status nie offiziell besaß, da seine Einwohnerzahl nicht groß genug war. Rogatec wurde zwischen 1470 und 1486 dreimal niedergebrannt. Bei einem Angriff der Ungarn im Jahr 1487 wurde die Siedlung verwüstet, lag in Trümmern und war fast menschenleer.

### 16. bis 19. Jahrhundert
Rogatec war im 16. Jahrhundert den Angriffen der Osmanen ausgesetzt. 1530 wurden die Bauern gezwungen, die Befestigungen auszubessern, und 1551 wurde eine Infanteriekompanie dort stationiert. Im Jahr 1550 erhielt Rogatec das Recht, jeden Mittwoch einen Jahrmarkt abzuhalten, sowie drei jährliche Jahrmärkte. Bis 1789 stieg die Zahl der Jahrmärkte auf neun pro Jahr. Im 18. Jahrhundert brannte der Marktplatz zweimal ab. Die Stadttore standen 1782 noch, und in der Mitte des Platzes befand sich ein Pranger. Die meisten Gebäude im historischen Zentrum der Siedlung wurden im 19. Jahrhundert wieder aufgebaut, behielten aber den Grundriss und die Höhe der älteren Gebäude bei.

### Zweiter Weltkrieg
In Rogatec wurden neun Massengräber aus der Zeit des Zweiten Weltkriegs gefunden.

## Sehenswürdigkeiten

### Kirchen
Die Pfarrkirche in der Stadt ist dem Heiligen Bartholomäus (slowenisch: sveti Jernej) geweiht und gehört zur römisch-katholischen Diözese Celje. Sie wurde erstmals 1363 urkundlich erwähnt. Das heutige Gebäude wurde zwischen 1738 und 1743 erbaut.[18]
Eine zweite Kirche im nördlichen Teil der Stadt ist der heiligen Giacinta Mariscotti geweiht und wurde in den 1730er Jahren erbaut.
Im Ortsteil Donačka Gora (Donatiberg) befindet sich die Filialkirche St. Donatus, erbaut in den Jahren 1756–80 erbaut. Ihre gleichnamige Vorgängerin stand auf dem Gipfel des Donacca-Bergs.
Im Ortsteil Sveti Jurij (dt. Sankt Georgen bei Rohitsch) steht die St.-Georgs-Kirche. Die Vorgängerkirche des heutigen Bauwerks wurde bereits vor 1487 erwähnt. das heutige Bauwerk besteht aus einem rechteckigen Kirchenschiff mit einem pyramidenförmigen Dachturm, einem schmaleren und niedrigeren Presbyterium und der an der Nordseite des Kirchenschiffs angebauten Kapelle der Heiligen Lucia.

### Schloss Strmol
Im Jahr 1436 wird erstmals die Burg Strmol, als die Grafen von Celje Jakob Strmola von Cerkelj na Gorenjskem einen Turm in der Nähe von Rogatec überließen. Im 16. Jahrhundert wurde an den ursprünglichen Turm ein weiterer Turm oder Trakt angebaut, und die gesamte Anlage wurde von Mauern und Verteidigungszinnen umgeben. Durch den Umbau erhielt das Gebäude einen T-förmigen Grundriss und verlor seine ursprüngliche Funktion als Festung. Ende des 17. Jahrhunderts wurden die Verteidigungspfeiler abgerissen und die Mauern durch ein niedriges Ziegelgeländer ersetzt. Der ursprüngliche Turm wurde in seiner Höhe an das übrige Gebäude angepasst, und daneben wurde ein kleineres einstöckiges Gebäude mit einem Innenhof errichtet. Dieses Gebäude diente im 19. und frühen 20. Jahrhundert als Sitz des Bezirksgerichts, wovon die noch erhaltenen Kerker zeugen. Neben dem Schloss wurde auch ein schöner englischer Park mit einem ummauerten Brunnen angelegt. Der starke barocke Einfluss mit seinen Stuckarbeiten, Fresken und attraktiven bemalten Fassaden macht es zu einem der bedeutendsten feudalen Gebäude in Slowenien. Das Gebäude wurde in den Jahren 1996–2003 und 2014 restauriert.

### Freilichtmuseum Rogatec
Gleich neben dem Schloss steht das größte Freilichtmuseum Sloweniens. Hier wird wirklichkeitsnah das Leben vom 18. bis ins 20. Jahrhundert gezeigt. 1998 wurde die Museumsanlage zum staatlichen Denkmal erklärt.

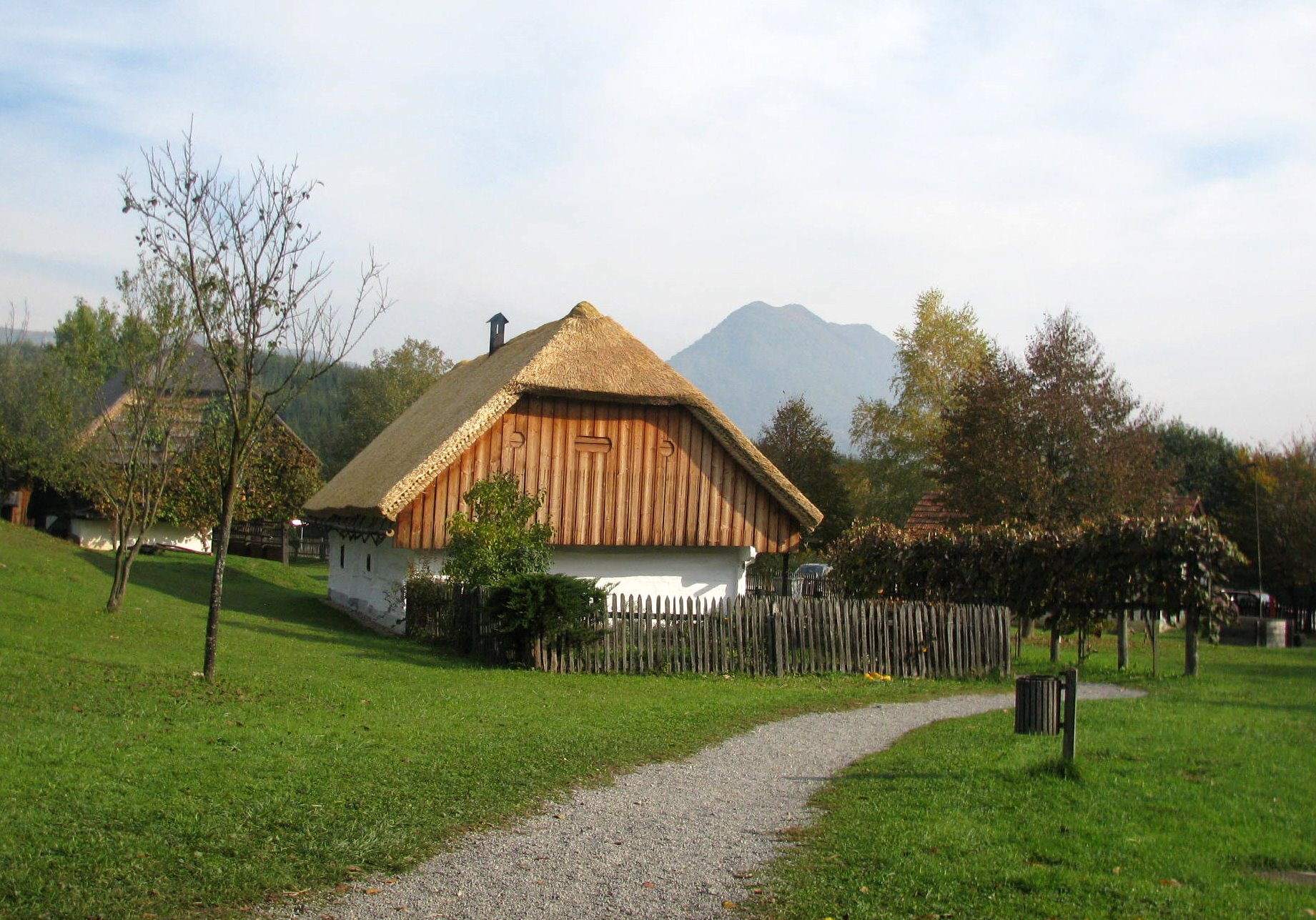
Freilichtmuseum
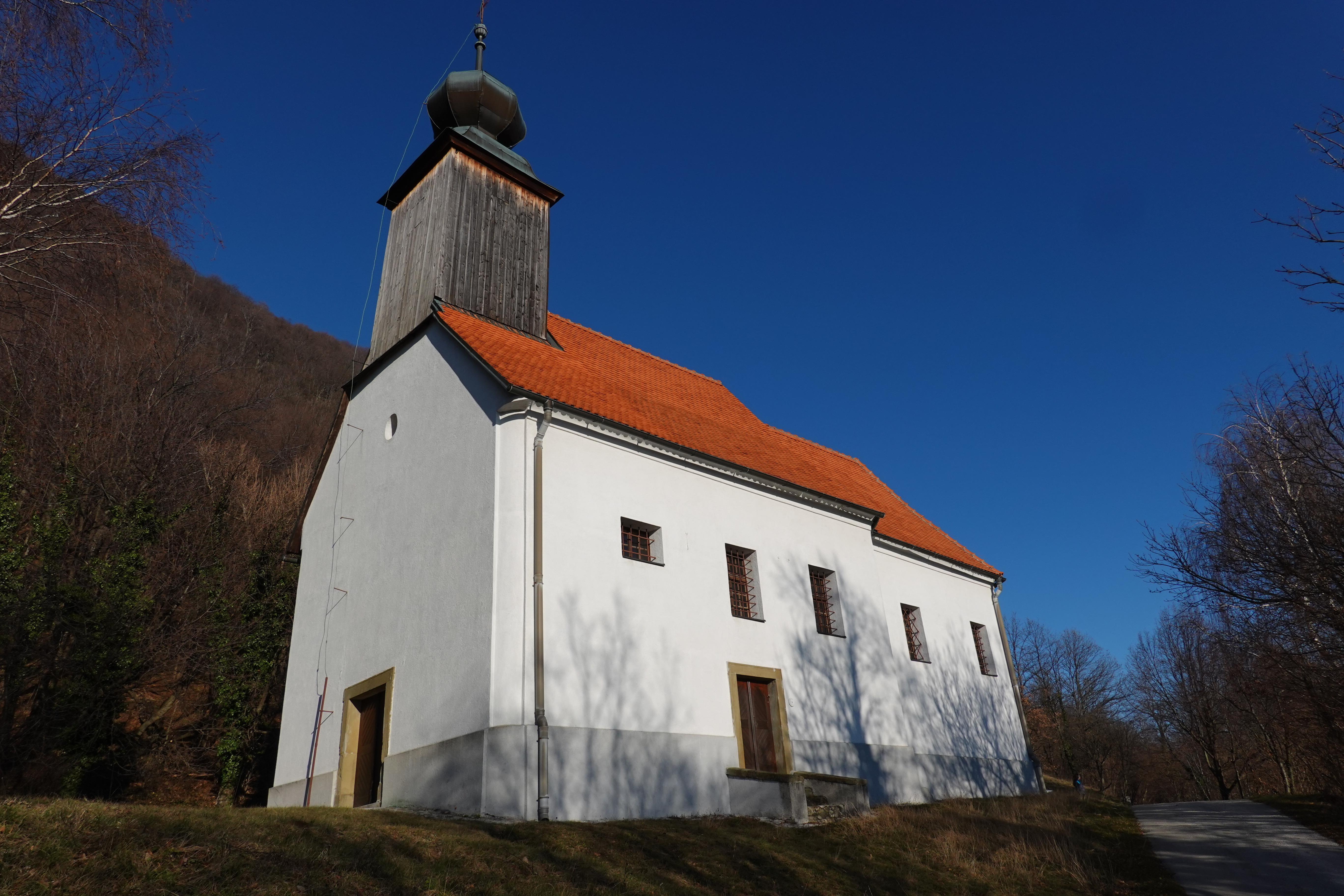
Donatus-Kirche
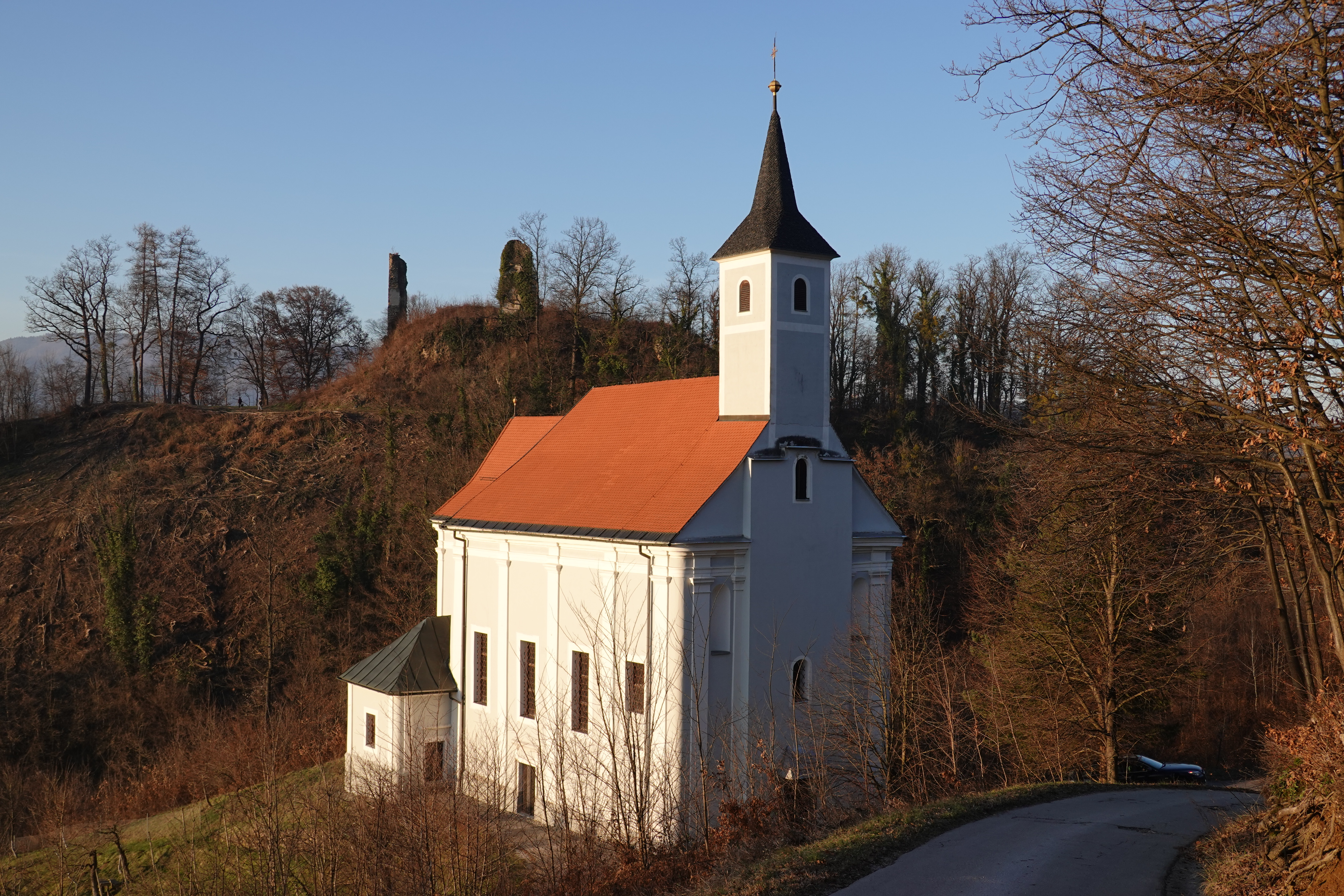
Giacinta-Kirche
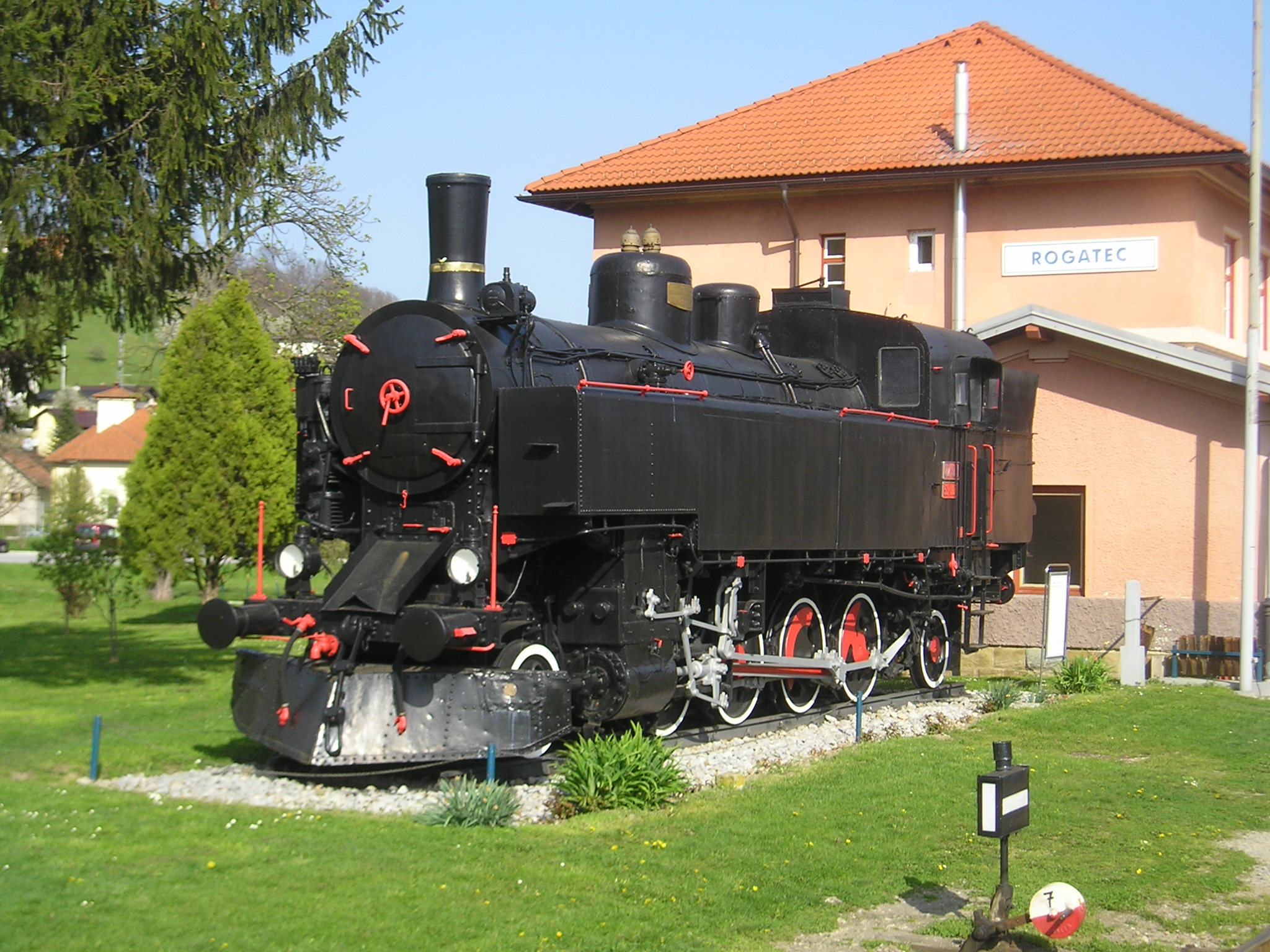
Bahnhof Rogatec